# ساندرا براون
ساندرا لین براون (متولد ۱۲ مارس ۱۹۴۸ در ویکو، تگزاس) یک نویسنده معروف آمریکایی در زمینه رمان‌های رمانتیک و مهیج است. براون کارهایی نیز با تخلص ریچل راین، لارا جوردن و ارین سنت. کلر نوشته است.

## زندگی‌نامه
ساندرا براون در ویکو، تگزاس متولد شد و در فورث ورث بزرگ شد. او در دانشگاه تگزاس کریستین در رشته زبان انگلیسی شروع تحصیل کرد ولی در سال ۱۹۶۸ برای ازدواج با مایکل براون دانشگاه را ترک کرد. شوهرش گوینده سابق اخبار تلویزیونی و برنده فیلم‌های مستند است. بعد از ازدواج، براون در تایلر برای کی ال تی وی بعنوان هواشناس شروع به کار کرد. سپس به منطقه دالاس فورث ورث بازگشت و گزارشگر نسخه تلویزیونی مجله پی ام شد.
براون در سال ۱۹۸۱ با تشویق شوهرش، نویسندگی را آغاز کرد. از آن زمان، او حدود ۷۰ رمان و بیش از ۵۰ کتاب پرفروش نیویورک تایمز نوشته است. در سال ۲۰۰۸، درجه دکترای افتخاری دریافت کرد.
رمان ابریشم فرانسوی او تبدیل به یک فیلم شد و در سال ۱۹۹۴ در تلویزیون پخش شد. سوزان لوسی، شاری بلفونته و لی هورسلی در این فیلم بازی کردند.
در سال ۲۰۰۷، او در سریال شبکه کورت به نام قتل توسط کتاب همکاری کرد. این سریال درباره قتل بتی گور در وایلی، تگزاس در ۱۳ ژوئن ۱۹۸۰ است.
آخرین کتاب براون، ضرب العجل، در سال ۲۰۱۳ منتشر شد.

### با نام ریچل راین

#### رمان‌های منفرد
- ۱۹۸۱ نوای عشق
- ۱۹۸۱ عشق فراتر از دلیل
- ۱۹۸۲ سکوت شیوا
- ۱۹۸۲ یک گنج با ارزش
- ۱۹۸۳ زمان طلوع

### با نام لارا جوردن

#### رمان‌های منفرد
- ۱۹۸۲ آتش‌های پنهان (رمانس تاریخی)
- ۱۹۸۲ تار ابریشمین

### با نام ارین سنت. کلر

#### رمان‌های منفرد
- ۱۹۸۲ نه حتی برای عشق
- ۱۹۸۳ اغوای خیال
- ۱۹۸۳ یک بوسه به یاد ماندنی
- ۱۹۸۳ شکوه یک راز
- ۱۹۸۴ کلمات ابریشم
- ۱۹۸۴ باران تلخ و شیرین
- ۱۹۸۴ شاهزاده پلنگ
- ۱۹۸۵ خشم شیرین
- ۱۹۸۶ بالا و فراسو
- ۱۹۸۶ سرحد افتخار
- ۱۹۸۷ دو تنها
- ۱۹۸۹ هیجان پیروزی

#### مجموعه گمراه و شیطان
1. 198۵ جریان گمراه
2. 198۷ خود شیطان

### با نام ساندرا براون

#### کتاب‌های رمانس لاوسوپت
- ۱۹۸۳ قول فردا
- ۱۹۸۳ میل بی رحم
- ۱۹۸۳ قیمت بهشت
- ۱۹۸۳ بوسه وسوسه
- ۱۹۸۳ تندبادی در عدن
- ۱۹۸۴ در کلاسی تنها
- ۱۹۸۵ فرزند پنج شنبه
- ۱۹۸۵ رایلی در صبح
- ۱۹۸۶ چهره رانا
- ۱۹۸۶ مکان نیلی ۲۲
- ۱۹۸۷ بازگشت شمع فروش آفتابی
- ۱۹۸۷ شیطان
- ۱۹۸۸ خبر شادی بزرگ
- ۱۹۸۸ گروگان هاوک اتول
- ۱۹۸۹ زمان دراز
- ۱۹۸۹ افزایش دما
- ۱۹۸۹ یک نور کاملاً جدید

#### مجوعه & تخت و صبحانه
1. ۱۹۸۳ صبحانه در تخت (دراصل لاوسوپت # ۲۲)
2. ۱۹۸۴ بدون هیچ گلی (دراصل لاوسوپت # ۵۱)

#### مجوعه حماسی خانواده کلمن
(رمانس تاریخی)
1. ۱۹۸۵ آغوش غروب
2. ۱۹۸۵ یک طلوع دیگر

#### مجوعه خواهران میسون
1. ۱۹۸۷ فانتا سی (دراصل لاوسوپت# ۲۱۷)
2. ۱۹۸۸ سقوط آدم (دراصل لاوسوپت# ۲۵۲)

#### تگزاس! مجموعه حماسی خانواده تایلر
1. ۱۹۹۰ تگزاس! خوش شانس
2. ۱۹۹۱ تگزاس! شکار
3. ۱۹۹۱ تگزاس! حماسی

#### رمانس‌های مهیج تک عنوان
- ۱۹۸۸ گرمای آرام در بهشت
- ۱۹۸۹ بهترین رازهای محفوظ
- ۱۹۹۰ تصویر آینه
- ۱۹۹۱ نفس رسوایی
- ۱۹۹۲ ابریشم فرانسوی
- ۱۹۹۲ سایه‌های دیروز
- ۱۹۹۳ جایی که دود وجود دارد
- ۱۹۹۴ معما
- ۱۹۹۴ عشق فراتر از دلیل
- ۱۹۹۵ شاهد
- ۱۹۹۶ انحصاری
- ۱۹۹۷ سه شنبه چاق
- ۱۹۹۸ ناگفتنی
- ۱۹۹۹ غیبت
- ۲۰۰۰ گره
- ۲۰۰۰ تغییر
- ۲۰۰۱ حسادت
- ۲۰۰۲ برخورد
- ۲۰۰۳ سلام، تاریکی
- ۲۰۰۴ گرمای سفید
- ۲۰۰۵ فاکتور سرد
- ۲۰۰۶ تیر کمانه
- ۲۰۰۷ بازی کثیف
- ۲۰۰۸ صفحه دود
- ۲۰۰۸ خیالی/فانتزی
- ۲۰۰۹ خراش شدید
- ۲۰۰۹ آب باران
- ۲۰۱۰ مشتری سخت
- ۲۰۱۱ مهلک
- ۲۰۱۲ فشار سبک
- ۲۰۱۳ ضرب العجل

#### عامه
- سه رمان کامل: تصویر آینه/ بهترین رازهای محفوظ/ گرمای آرام در بهشت (۱۹۹۲)
- برخورد/ سلام تاریکی (۲۰۰۶)
- قیمت بهشت/ صبحانه در تخت/ بدون هیچ گلی (۲۰۰۷)
- قول فردا / دو تنها (۲۰۰۸)
- جریان گمراه/ خود شیطان (۲۰۱۰)
- شکوه یک راز / بالا و فراسو (۲۰۱۱)